# Badji Mokhtar
Dans ce nom, le nom de famille précède le nom personnel.
 (juillet 2023).
Si vous disposez d'ouvrages ou d'articles de référence ou si vous connaissez des sites web de qualité traitant du thème abordé ici, merci de compléter l'article en donnant les références utiles à sa vérifiabilité et en les liant à la section « Notes et références ».
Mokhtar Badji, plus couramment appelé Badji Mokhtar, né à Annaba en Algérie (Bône, du temps de la colonie), le 17 avril 1919 et mort le 19 novembre 1954 à Medjez Sfa, est un militant politique et indépendantiste algérien.
Il fait partie des 22 chefs historiques responsables du déclenchement de la guerre d'Algérie. Encerclé dans la forêt de Beni Salah à Medjez SfaIl, il meurt sous les balles de l'armée française.

## Biographie
Badji Mokhtar, né à Bône en Algérie le 17 avril 1919, passe sa jeunesse à Souk Ahras, la ville où travaille son père, juge au tribunal. À cause de la discrimination raciale infligée aux écoliers algériens par le système colonial. Il quitte les bancs de l'école en 1935 à l’âge de 16 ans.

### Jeunesse militante
En 1936, Badji Mokhtar s'engage dans les rangs des Scouts musulmans algériens. Influencé par les idées de l’Association des oulémas musulmans algériens de Abdelhamid Ben Badis, il prend conscience de son identité arabe et musulmane et rejette définitivement toute idée d’assimilation. 

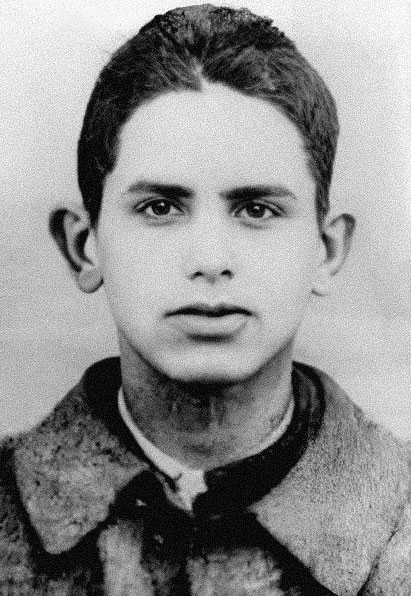
Badji Mokhtar jeune.

L'assimilationnisme avait cours dans les milieux militants défendant les intérêts du peuple algérien, mais il est rejeté par les nationalistes les plus déterminés.
En 1940, avec un groupe de jeunes militants, il crée la première cellule de la jeunesse du Parti du peuple algérien (PPA) à Souk Ahras 
En 1944, pour échapper au service militaire obligatoire, il jeûne plusieurs semaines et maigrit au point de convaincre les autorités militaires de le dispenser de cette corvée, considérée comme telle par le jeune Mokhtar.
En 1944, Badji Mokhtar milite au niveau de la section des Amis du manifeste et de la liberté (AML) à Souk Ahras. Après les manifestations de mai 1945, il doit se présenter tous les jours à la gendarmerie. IL milite ensuite  au Mouvement pour le triomphe des libertés démocratiques créé en 1946. Le 1er avril 1950, il est arrêté par l'appareil de répression colonial à la suite d'un coup de filet mené contre les responsables de l'Organisation Spéciale (OS), dont il est le chef à Souk Ahras depuis 1947[réf. souhaitée].
Il est torturé et le tribunal de Guelma le condamne à trois années de prison. Cette incarcération aux prisons d'Orléansville et Blida devient une opportunité pour la révolution algérienne, car il y rencontre les principaux dirigeants de l'Organisation Spéciale dont, entre autres, l’emblématique Ahmed Ben Bella, futur président de la République algérienne, et Ahmed Mahsas. Ces contacts le convainquent de la nécessité de la lutte armée à côté de l'action politique, pour l’émancipation du peuple algérien de l’oppression coloniale.

### Son rôle dans la Révolution algérienne
Au début de l'année 1954, Badji Mokhtar se rapproche du Comité révolutionnaire d'unité et d'action (CRUA), fer de lance de la révolution algérienne du 1er novembre 1954. En juin de la même année, à Alger, il prend part à la réunion des 22 chefs historiques dans une villa, appartenant à Lyès Deriche, du Clos Salambier Cette réunion scelle le déclenchement de la guerre d’Algérie et le début de l'Algérie vers l'indépendance.
Au cours des préparatifs pour les premiers combats, Badji Mokhtar et son lieutenant Mohamed Boukhenouna, dit Si Hama[réf. souhaitée], supervisent l'entraînement des militants au secteur de Souk Ahras et l’approvisionnement en armes et en munitions des premiers maquis. Il est arrêté le 23 ou le 24 octobre 1954 lors de l'achat d'une carte d'état-major en librairie. Libéré quelques jours après, il est contraint de reporter les opérations militaires  contre les intérêts coloniaux, initialement prévues au cours de la nuit du 1er novembre 1954, notamment l'attaque contre la mine de Nador, le viaduc de d'Aïn Seymour et le train de Tahamine.

### Sa mort
Badji Mokhtar est parmi les premiers chefs combattants algériens à mourir au combat. Le 20 novembre 1954, il tombe, encerclé par l'armée française, dans la forêt de Beni Salah dans la région de Medjaz Sfa près de Guelma, après un combat qui dure toute la journée. Il est enterré au Carré des martyrs de la commune de Medjez Sfa.

### Postérité

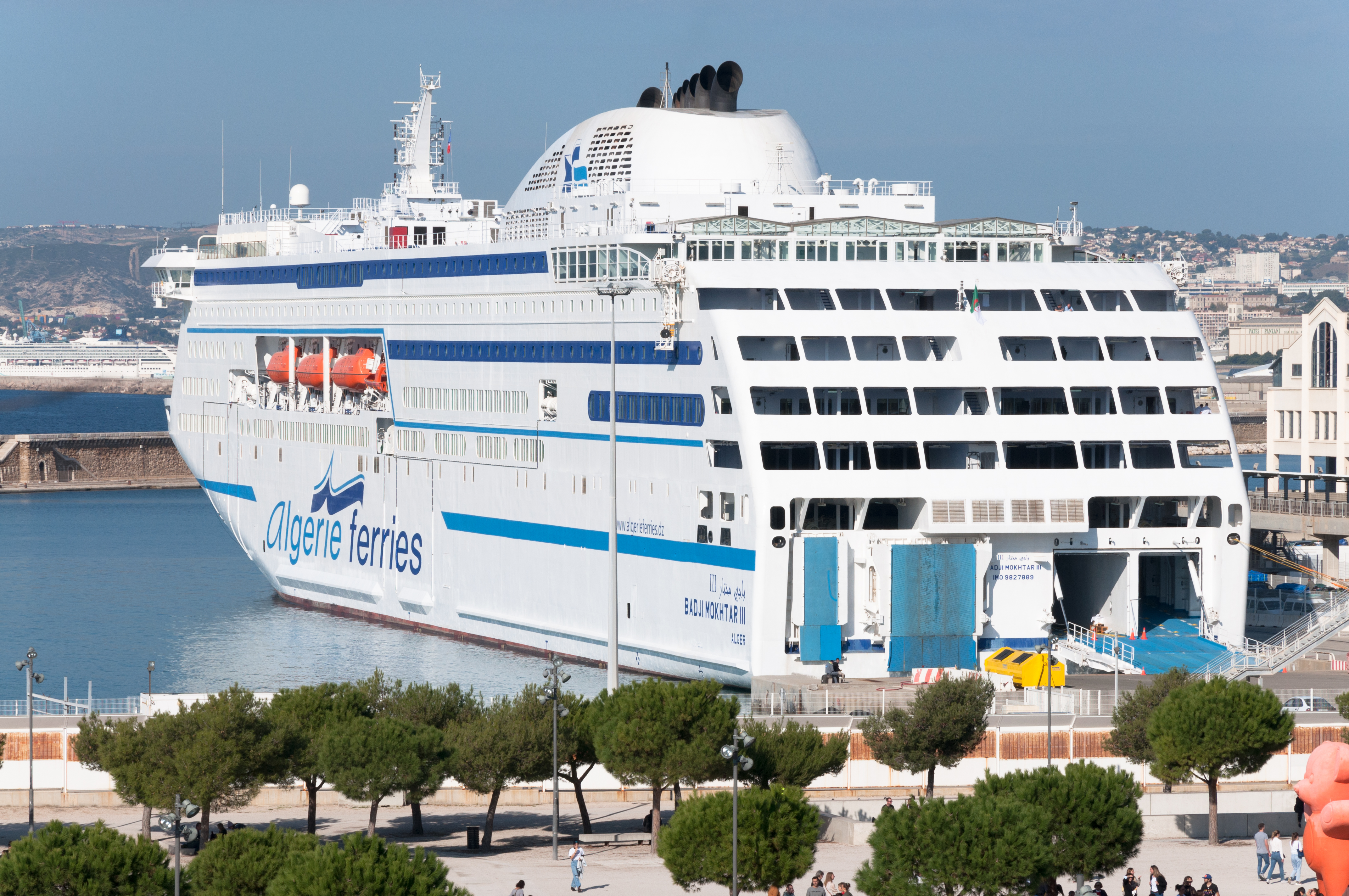
Vue sur le Badji Mokhtar III d'Algérie ferries, port de Marseille le 13/11/2021

Près du lieu de sa mort, à 30 kilomètres au nord de Souk Ahras, un village porte aujourd’hui son nom. 
À travers l’Algérie, de nombreuses rues et édifices publics dont des écoles, hôpitaux, complexes sportifs… portent le nom de Badji Mokhtar. Une université à  Annaba, sa ville natale et Bordj Badji Mokhtar (anciennement Bordj Le Prieur situé près de la frontière algéro-malienne) sont rebaptisées à son nom. 
En 2021, Algérie Ferries arme un nouveau bateau et le nomme Badji Mokhtar III.